# Suzanne Deve
Suzanne Deve (Saint-Denis, 14 dicembre 1901 – Sceaux, 12 aprile 1994) è stata una tennista francese.

## Biografia
Nel doppio, giunse in finale nell'Open di Francia, 1928, in coppia con Sylvia Lafaurie perse contro  Phoebe Watson ed Eileen Bennett (con il punteggio di 6-0, 6-2)
In seguito, dopo il matrimonio, continuò a giocare con il cognome del coniuge, facendosi chiamare Suzanne Desloges. Nel singolo, giunse per tre volte consecutive (dal 1925 al 1927) agli ottavi di finale, venendo eliminata anche da Kitty McKane.